# Fethi Heper
Fethi Heper (3. února 1944 Eskišehir – 13. února 2025, Odunpazarı) byl turecký fotbalista, útočník. V sezónách 1969/1970 a 1971/1972 byl nejlepším střelcem turecké fotbalové ligy.

## Fotbalová kariéra
Hrál za Eskişehirspor. S Eskişehirsporem vyhrál v roce 1971 turecký fotbalový pohár. V Poháru vítězů pohárů nastoupil ve 4 utkáních a dal 4 góly, v Poháru UEFA nastoupil ve 4 utkáních a ve Veletržním poháru nastoupil ve 4 utkáních a dal 6 gólů. Za reprezentaci Turecka nastoupil v letech 1968-1971 ve 3 utkáních.

## Ligová bilance
| Ročník                    | Zápasy | Góly | Klub          |
| ------------------------- | ------ | ---- | ------------- |
| 2. turecká liga 1965/1966 | 26     | 9    | Eskişehirspor |
| 1. turecká liga 1966/1967 | 31     | 11   | Eskişehirspor |
| 1. turecká liga 1967/1968 | 32     | 15   | Eskişehirspor |
| 1. turecká liga 1968/1969 | 23     | 14   | Eskişehirspor |
| 1. turecká liga 1969/1970 | 25     | 13   | Eskişehirspor |
| 1. turecká liga 1970/1971 | 27     | 8    | Eskişehirspor |
| 1. turecká liga 1971/1972 | 29     | 20   | Eskişehirspor |
| 1. turecká liga 1972/1973 | 23     | 6    | Eskişehirspor |
| 1. turecká liga 1973/1974 | 24     | 8    | Eskişehirspor |
| CELKEM 1. turecká liga    | 214    | 95   |               |